# バイオリズム

66日分のバイオリズム表
身体感情知性

バイオリズム（英: biorhythm）とは、心身の状態を表す3種類の波（「身体」、「感情」、「知性」）のことをいうが、科学的に実証されていない仮説にすぎず、疑似科学と見なされている。
英語では本項以外の時間生物学による体内の周期を示す言葉としても使われる（こちらは似非科学ではない。）。

## 概要

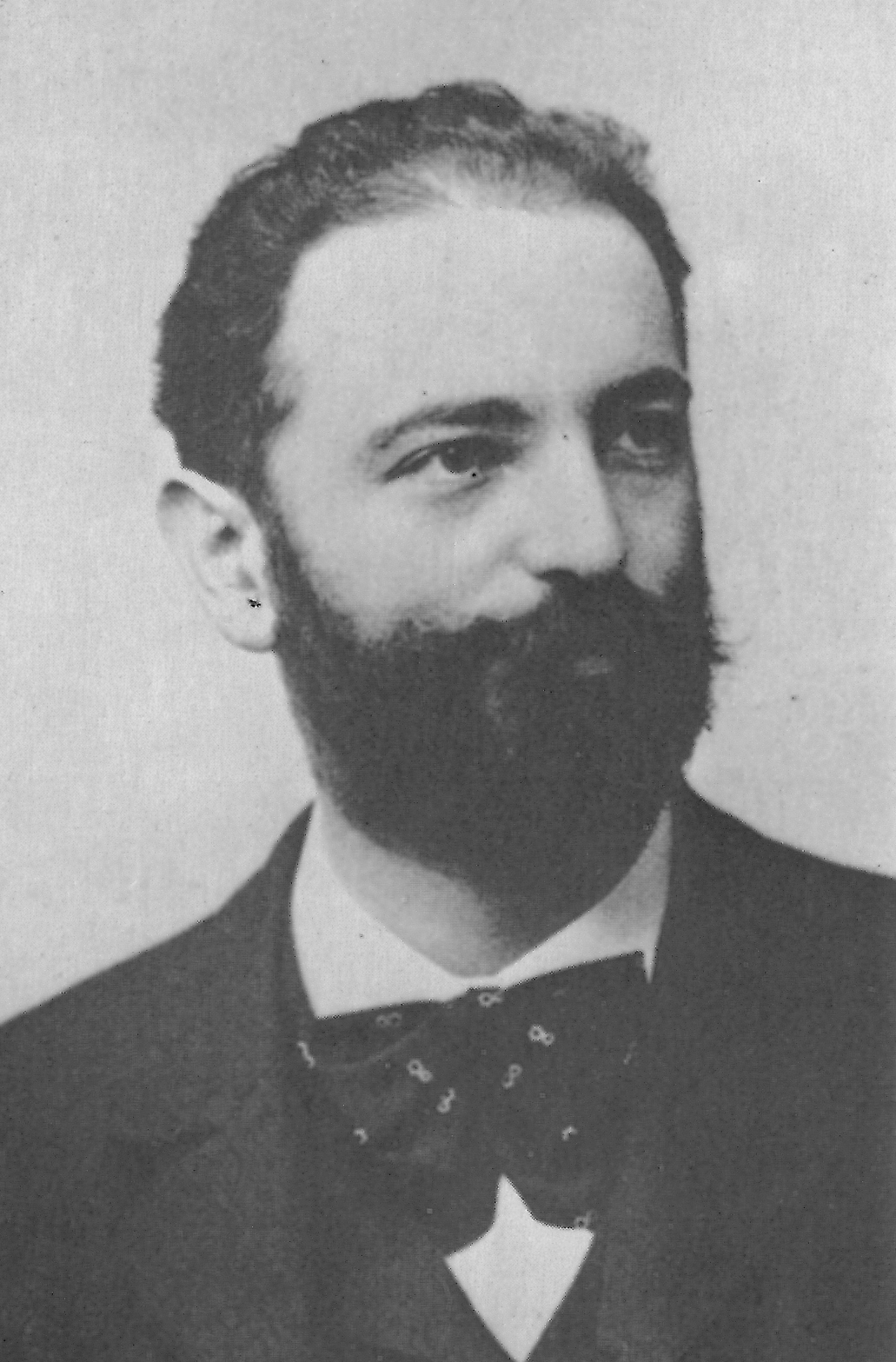
バイオリズムを提唱したヴィルヘルム・フリース

バイオリズムは、生命体の生理状態、感情、知性などは周期的パターンに沿って変化するという仮説、およびそれを図示したグラフである。「バイオリズム」は「生命」を意味する bio-（バイオ）と「規則的な運動」を意味する rhythm（リズム）の合成語である。
ドイツの外科医ヴィルヘルム・フリースが、1897年に「生物学から見た鼻と女性性器の関係」で提唱した概念。統計学的に有意なデータが得られておらず、疑似科学とみなされている。
人間の場合は、身体（Physical）、感情（EmotionalまたはSensitivity）、知性（Intellectual）の3種類の波を用いて説明されることが多く、頭文字 P, S (E), I と表記される。各リズムは、誕生日を基準とする同じ振幅の正弦波として表され、身体リズムは23日、感情リズムは28日、知性リズムは33日の周期をもつ。
これらのリズムは、一定の周期でくり返されるため、未来の自分の身体や精神の状態を前もって知ることができるとされ、その時の波形の高低で高調期、低調期などと区別されるが、高調期と低調期の切り替り点は体調が変動しやすいとされ、注意が必要な日とされる。
なお、数学的には、23と28と33の最小公倍数は21252であり、バイオリズムが完全に一巡するにはおよそ58.2年かかる計算になる。
最近では元の意味から離れて、単に体調の波を言ったり、月経周期の隠語的言い回しとしてバイオリズムという言葉が使われることがある。

## 非科学性への批判
生体リズム研究の先端研究機関であるミネソタ大学の時間生理学研究所のアンドリュー・アルグレンは、生年月日によってバイオリズムを図表化できると唱える人たちは、何かを売りつけようとしており、そしてその「何か」はたしかに非科学的なものであると批判している。「バイオリズムはまったく人さまざまです。人体を規制しているのは、ただ一個の固定的な「体内時計」ではないのです。ホルモン、神経系統、細胞組織などそれぞれに「時計」があり、このようなリズム維持のメカニズムが、それぞれ連続的に調整機能を果たしながら、一つに組み合わされた大組織を形成しているのです。」(引用)という。